# Опанасюк Валерій Адамович
Валерій Адамович Опанасюк (20 травня 1971, Рівне, УРСР — 20 лютого 2014, Київ, Україна) — захисник Майдану. Герой України.

## На Майдані
В майданівському наметі в Києві, де зупинялись рівняни, він бував постійно, причому завжди у найскладніші часи протистояння. Його знало багато рівнян, які бували на Майдані. Цілими днями чергував на барикадах, допомагав новоприбулим протестувальникам. Якщо хтось легко вбраний, завжди сам шукав і пропонував тепліший одяг. Сам ходив завжди в утепленій, але непридатній для зими кофті, в якій і приїхав.
20 лютого 2014 року ЄвромайданSOS опублікував таке оголошення про розшук Валерія з Рівного. Псевдонім — «Валєра Тризуб».
Прощання з Валерієм Опанасюком та ще з двома активістами (27-річним Олександром Храпаченком та 54-річним Георгієм Арутюняном відбулося в неділю, 23 лютого 2014 у Рівненському облмуздрамтеатрі.
Після смерті залишив по собі дружину з чотирма дітьми.

## Нагороди
- Звання Герой України з удостоєнням ордена «Золота Зірка» (21 листопада 2014, посмертно) — за громадянську мужність, патріотизм, героїчне відстоювання конституційних засад демократії, прав і свобод людини, самовіддане служіння Українському народу, виявлені під час Революції гідності[2]
- Медаль «За жертовність і любов до України» (УПЦ КП, червень 2015) (посмертно)[3]